# Кіт Ломер

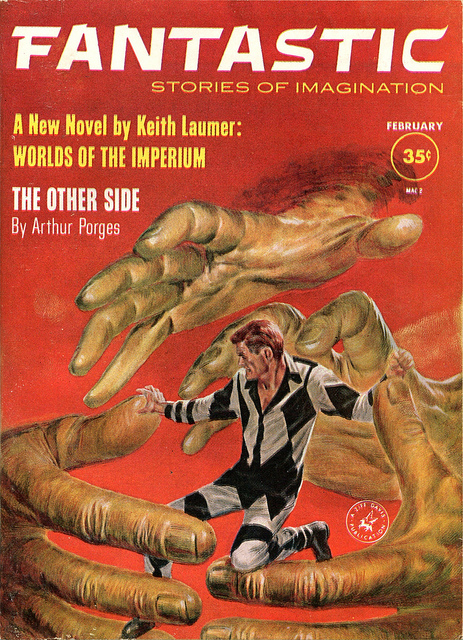
Роман Ломера «Світи Імперіуму» був випущений частинами у журналі «Fantastic» у 1961 році.

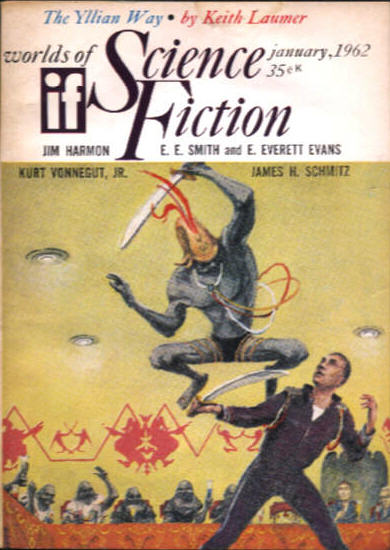
«Ілліанський шлях», історія циклу про Ретіфа, була на обкладинці випуску січня 1962 року журналу «If»

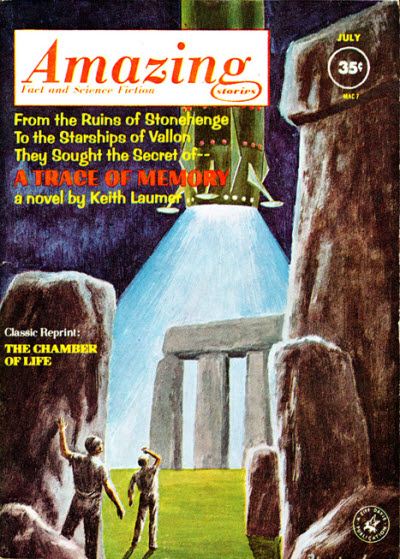
Роман Ломера «Слід пам'яті» був виданий у журналі «Amazing Stories» в 1962 році.

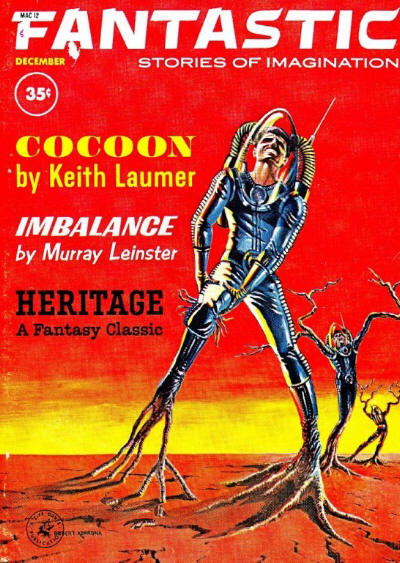
«Кокон» Ломера був на обкладинці випуску грудня 1962 року журналу «Fantastic»

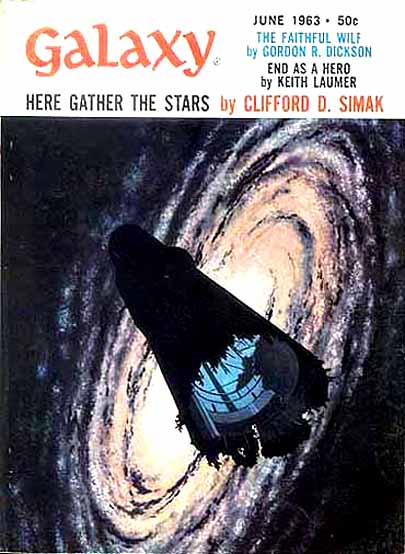
Повість Ломера «Кінець як героя» була на обкладинці випуску червня 1963 року журналу «Galaxy Science Fiction»

Джон Кіт Ломер (англ. John Keith Laumer, 9 червня 1925 — 23.01.1993) — американський письменник-фантаст. До того як стати професійним письменником, він був офіцером ВПС США і дипломатом у Дипломатичній службі США.
Його старший брат Марч Ломер також був письменником, відомим своїми дорослими  інтерпретаціями  «Країни Оз» (згадується у Ломера у праці «По той бік часу»). Френк Ломер, їх молодший брат, є істориком і письменником.

## Письменницька кар'єра
Кіт Ломер найбільше відомий серіями про Боло і Ретіфа.
Історії серії про Боло розповідають про еволюцію супертанків, які з часом стають самосвідомими шляхом постійного вдосконалення в результаті вікової переривчастої війни проти різних інопланетних рас.
Історії про Ретіфа розповідають про пригоди цинічного космічного дипломата, якому постійно доводиться виправляти наслідки бюрократичних з такими «кричущими» іменами, як посол Гроссбландер (букв. «Груба помилка»). Історії про Ретіфа були під сильним впливом попередньої кар'єри Ломера в американській дипломатичній службі. В інтерв'ю Полу Вокеру для «Luna Monthly», Ломер зазначив «я не мав нестачі в такого роду спогадах про Дипломатичну службу».
На додаток до його серій про Боло та Ретіфа, більш серйозні праці Ломера стосувались теми подорожей у часі та альтернативного світу, наприклад у творах «Інша сторона часу», «Слід пам'яті» і «Пляж динозаврів».
Чотири з його коротших творів одержали номінації на премії Г'юго або Неб'юла («В черзі» був номінований на обидві премії), а його роман «Чума демонів» (1965) отримав номінацію на премію «Неб'юла» за найкращий роман в 1966 році.
Пік його творчості припав на 1959—1971 рр., коли Ломер був плідним письменником-фантастом. Його романи і повісті, як правило, слідують однією з трьох схем:
- швидкі, прямі пригоди в просторі та часі, з акцентом на «самотнього вовка», героїв з прихованими надлюдськими здібностями, самопожертву і трансцендентність;
- широкий, іноді занадто перебільшені, комедії;
- експериментальна робота на межі наукової фантастики Нової хвилі.

У 1971 році Ломер переніс інсульт під час роботи над романом «Людина Ультімакс». В результаті, він не міг писати протягом декількох років. Як він пояснив в інтерв'ю Чарльзу Плетту, опублікованому в «Dream Makers Volume II» (1983), він відмовився прийняти діагноз лікарів. Він придумав альтернативне пояснення і розробив альтернативну (і дуже болісну) програму лікування. Хоча він був не в змозі писати на початку 1970-х років, він опублікував ряд книг, які були написані і неопубліковані на момент інсульту.
У середині 1970-х років Ломер частково оговтався від інсульту і почав знову писати. Однак якість його роботи знизилась і його кар'єра погіршилась. У наступні роки Ломер також повторно використовував сценарії і персонажі з більш ранніх робіт, щоб створити нові книги, що на думку одного з критиків обмежувало їх привабливість:
На жаль, «Ретіф на допомогу» здається не так новим романом про Ретіфа, як свого роду меланжем минулих книг.
—С. П. Сомтов («„Вашингтон Пост“», 27.03.1983 р., ст. BW11)

Його праці про Боло були настільки популярні, що інші автори написали самостійні науково-фантастичні романи про них.
Антологія «Створено Кітом Ломером» — «Небезпечні овочі», з'явилась в 1998 році. Хоча вона була відредагована Мартіном Г. Грінбергом і Чарльзом Дж. Во, у вступі до книги (авторства Бена Бова) сказано, що книга була ідеєю Ломера, але він помер, не завершивши її.

## Конструктор моделей літаків
Ломер також був ентузіастом авіамоделювання і опублікував дві дюжини моделей між 1956 і 1962 роках в американських журналах «Air Trails», «Model Airplane News», «Flying Models» та британському «Aeromodeller». Він опублікував одну книгу на цю тему, «Як проектувати і будувати літаючі моделі» в 1960 році. Його пізніші проекти були в основному літаками вільного польоту на газу і мали химерний шарм з відповідними іменами, напр. «Близнюк Ліззі» і «Лулла-Бі». Його проекти досі використовуються, переглядаються і переосмислюються.

### Боло
Цикл книг про Боло розповідає про самосвідомі танки. Співавтором книг також вказаний «Боло, самосвідомий танк».
- «Боло: літописи дінохромної бригади» (англ. Bolo: Annals of the Dinochrome Brigade, 1976)
- «Ізгої Боло» (англ. Rogue Bolo, 1986)
- «Зорі повинні зачекати» (англ. The Stars Must Wait, 1990)

### Ретіф
Цикл книг про сатиричні пригоди Ретіфа, галактичного дипломата. Більшість є збірками оповідей; романи показано з приміткою (р).
- «Посланник до нових світів» (англ. Envoy to New Worlds, 1963) (див. «Ретіф Непов'язаний» (1979)), пізніше розширено «Ретіф: Посланник до нових світів» (1987)
- «Галактичний Дипломат» (англ. Galactic Diplomat, 1965)
- «Війна Ретіфа» (англ. Retief's War, 1966) (р)
- «Ретиф і Мілітаристи» (англ. Retief and the Warlords, 1968) (р)
- «Ретиф: посол у космос; сім випадків з Земного дипломатичного корпусу» (англ. Retief: ambassador to space; seven incidents of the Corps diplomatique terrestrienne, 1969)
- «Ретіф з ЗДК» (англ. Retief of the CDT, 1971)
- «Викуп Ретіфа» (англ. Retief's Ransom, 1971) (р)
- «Ретіф: емісар до зірок» (англ. Retief: Emissary to the Stars, 1975)
- «Ретіф в цілому» (англ. Retief at Large, 1978)
- «Ретиф Незв'язаний» (англ. Retief Unbound, 1979) (вкл. «Викуп Ретіфа» і п'ять із шести історій з «Посланника до нових світів») (див. «Ретиф: Посланник до нових світів», 1987))
- "Ретіф: військовий дипломат (англ. Retief: Diplomat at Arms, 1982)
- «Ретіф на допомогу» (англ. Retief to the Rescu, 1983) (р)
- «Повернення Ретіфа» (англ. The Return of Retief, 1984) (р)
- «Ретіф в руїнах» (англ. Retief in the Ruins, 1986) (три історії, дві оригінальні включаючи заголовну)
- «Ретіф і пангалактичний конкурс краси» (англ. Retief and the Pangalactic Pageant of Pulchritude, 1986) (включаючи «Викуп Ретіфа»)
- «Ретіф: Посланник до нових світів»' (англ. Retief: Envoy to New Worlds, 1987) («Посланник до нових світів» плюс одна розповідь) (див. також «Ретіф Незв'язаний»)
- «Нагорода для Ретіфа» (англ. Reward for Retief, 1989) (р)
- «Ретиф і негідники» (англ. Retief and the Rascals, 1993) (р)
- «Ретіф!» (англ. Retief!, 2002) (посмертне видання, укладач Ерік Флінт, до видання включені «Посланник до нових світів», «Галактичний дипломат», «Війна Ретіфа» і перша історія про Ретіфа — «Військовий дипломат», 1960 р.)

### Імперіум
Сюжет циклу книг розвивається у світі Імперіуму: континуумі паралельних світів, на сторож якого стоїть Імперіум, уряд, що базується в альтернативному Стокгольмі. В науково-фантастичному романі «Світи Імперіуму», Імперіум формується в альтернативній історії, де американська революція не відбулася, а Британська імперія і Німеччина об'єдналися в єдину імперію в 1900 році. Імперіум викрадає головного героя, американського дипломата Бріона Байарда тому, що Бріон Баярд у третій паралельній Землі веде війну проти своїх викрадачів. Подальші пригоди розвиваються після того, як Баярд вирішує залишитися на службі Імперіуму.
- «Світи Імперіуму» (англ. Worlds of the Imperium, 1962)
- «Інша сторона часу» (англ. The Other Side of Time, 1965)
- «Призначення в нікуди» (англ. Assignment in Nowhere, 1968)
- «Жовта Зона» (англ. Zone Yellow, 1990)

### Пастка часу
- «Пастка часу» (англ. Time Trap, 1970)
- «Повернення до пастки часу» (англ. Back to the Time Trap, 1992)

### Лафайєт О'лірі
Цикл книг — комічний аналог світу Імперіуму, в яких герой має можливість подорожувати у феодальні/магічні Землі.
- «Той, що викривляє час» (англ. The Time Bender, 1966)
- «Той, що тасує світи» (англ. The World Shuffler, 1970)
- «Той, що змінює форми» (англ. The Shape Changer, 1972)
- «Будівельник галактики» (англ. The Galaxy Builder, 1984)

### Месники
Заснований на однойменному британському серіалі 1960-х років.
- #5: «Діло Афріт» (англ. The Afrit Afair, 1968)
- #6: «Потонула королева» (англ. The Drowned Queen, 1968)
- #7: «Золота бомба» (англ. The Gold Bomb, 1968)

### Загарбники
Оригінальні романи, засновані на однойменному американському телесеріалі 1960-х років.
- «Загарбники» (англ. The Invaders, 1967)
- «Вороги здалеку» (англ. Enemies From Beyond, 1967)

### Окремі книги
- «Слід пам'яті» (англ. A Trace of Memory, 1963)
- «Великий обман машини часу» (англ. The Great Time Machine Hoax, 1964)
- «Чума демонів»' (англ. A Plague of Demons, 1965)
- «Планета катастрофи» (англ. Catastrophe Planet, 1966)
- «Земна кров» (з Роселом Джорджем Брауном) (англ. Earthblood, 1966)
- «Спостерігачі» (англ. The Monitors, 1966, екранізований 1969)
- «Галактична одіссея» (англ. Galactic Odyssey, 1967)
- «Планетний біг» (з Гордоном Р. Діксоном) (англ. Planet Run, 1967)
- «Довгі сутінки» (англ. The Long Twilight, 1969)
- «Будинок в листопаді» (англ. The House in November, 1970, розширене від серії «Насіння Гонілу», надрукованій у журналі «If»)
- «Зоряний скарб» (англ. The Star Treasure, 1971)
- «Пляж динозаврів» (англ. Dinosaur Beach, 1971) (спочатку надруковано серією як «Підмітальники часу», англ. The Time Sweepers, в 1969 році)
- «Нескінченна клітка» (англ. The Infinite Cage, 1972)
- «Ніч марення» (англ. Night of Delusions, 1972)
- «Гра слави» (англ. The Glory Game, 1973)
- «Людина Ультимакс» (англ. The Ultimax Man, 1978)
- «Зоряна колонія» (англ. Star Colony, 1982)
- «Кінець як героя» (англ. End as a Hero, 1985)
- «Едем Джадсона» (англ. Judson's Eden, 1991)
- «Біні в Оз» (з Марчем Ломером, Тайлером Джонсом, Майклом Дж. Міханчиком) (англ. Beenie in Oz, 1997)

### Не-жанрові
- «Як проектувати і будувати літаючі моделі» (нон-фікшн) (англ. How to Design and Build Flying Models, 1960, переглянута в 1970 році)
- «Посольство» (англ. Embassy, 1965)
- «Пастка» ((англ. Deadfall, 1971, альтернативна назва «Примарний шанс», англ. Fat Chance, екранізована як «Той, що підглядає» (Peeper) 1975 року)